# Сент, Джеймс
Джеймс Сент (англ. James Sant; 23 апреля 1820, Кройдон — 2 июля 1916, Лондон) — английский художник.

## Биография
Сент родился в Кройдоне. Сначала его обучал акварелист Джон Варли, затем — Август Уолл Каллкотт. С двадцати лет начал преподавать в школах Королевской академии художеств.
С 1840 года участвовал в выставках Королевской академии художеств, в общей сложности выставив за 64 года около 250 работ. С 1870 года —  действительный член (академик) Королевской академии. В 1872 году получил звание придворного художника. 
Его сестра, Сара Шервуд Кларк, и брат, Джордж Сент, также были художниками.

## Галерея

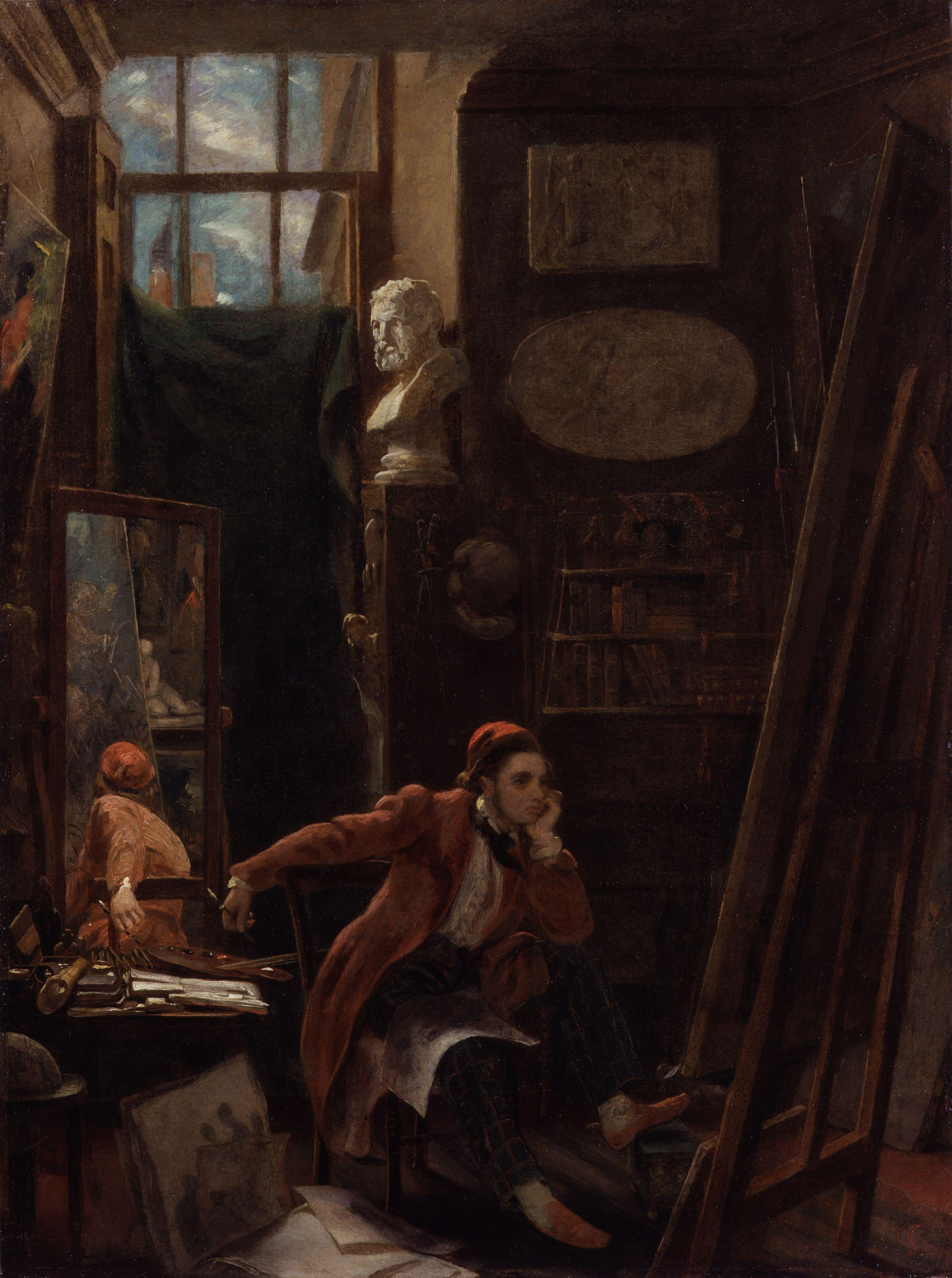
Автопортрет, ок. 1854
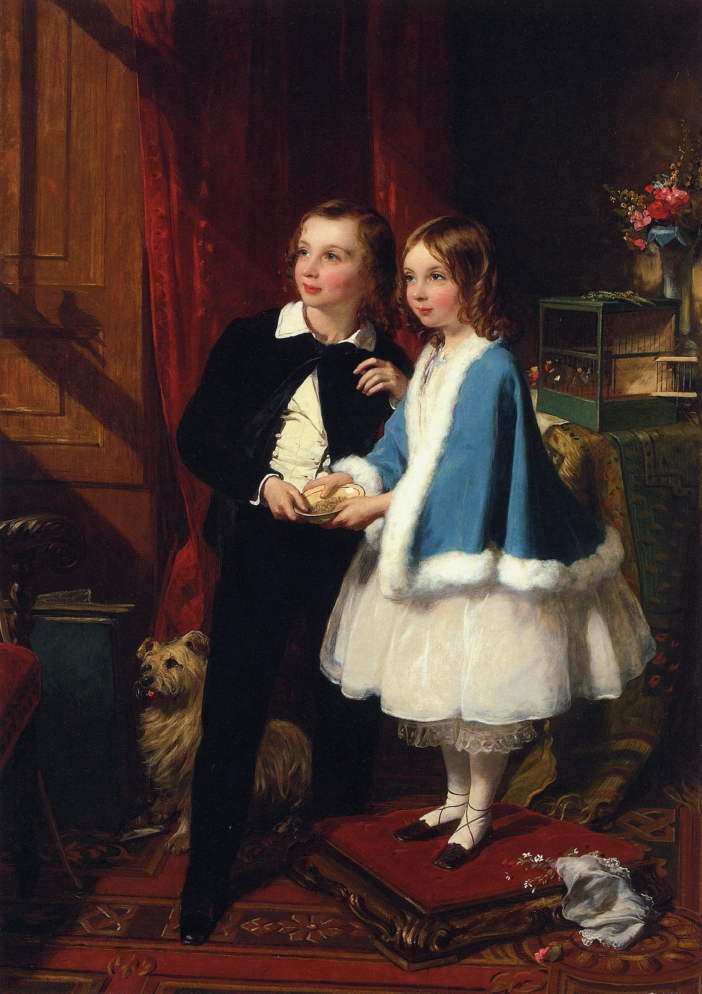
Лорд Альмерик Этельстан Спенсер-Черчилль и леди Клементина Спенсер-Черчилль, дети Джорджа Спенсера-Черчилля, шестого герцога Мальборо, и его второй жены Шарлотты Августы, 1877